# Strada statale 434 Transpolesana
La strada statale 434 Transpolesana (SS 434) è un'importante strada statale italiana che collega Verona a Rovigo. Il percorso, che inizia a Verona allacciandosi alla tangenziale Sud tra le uscite dell'autostrada A4 di Verona Sud e Verona Est, attraversa i comuni della pianura veronese, in direzione Cerea e Legnago, entra in provincia di Rovigo nel comune di Giacciano con Baruchella, attraversa Badia Polesine, San Bellino, Villamarzana (dove è stato costruito uno svincolo dell'autostrada A13 noto come Rovigo Sud, attivo dal 2008) per terminare in una rotatoria in località Borsea del comune di Rovigo. Il progetto originario della strada statale 434 prevederebbe il prolungamento del tracciato per allacciarsi alla strada statale 309 Romea presso Porto Viro.

## Storia
La strada statale, allora nominata 434 Legnaghese venne istituita con D.M. 11/11/1963 - G.U. 4 del 7/01/1964 con il seguente percorso: "Innesto con la SS. n. 12 presso Verona - Villafontana - Bovolone - Innesto con la SS. n. 10 a Cerea con un'estesa di km 30,700.
Fino alla sua realizzazione, avvenuta sul finire degli anni ottanta, il tratto tra Verona e Rovigo veniva svolto percorrendo tre strade statali ora declassate; tali arterie stradali erano:
- la strada statale 434 Legnaghese, da Verona a Cerea, ora declassata a SP 2 (gestione: Provincia di Verona);
- la strada statale 10 Padana Inferiore ora declassata a SR 10 (gestione: Regione Veneto);
- la strada statale 499, ora declassata in parte a strada comunale e in parte a SR 88 (gestione: Regione Veneto).

Questo percorso, parallelo in gran parte dell'attuale itinerario della nuova SS 434, partiva appena fuori dal centro storico di Verona (via Tombetta) e si dirigeva verso sud, lungo l'attuale SP 2 toccando i centri di Pozzo (comune di San Giovanni Lupatoto), Villafontana, Bovolone, Asparetto e Cerea, dove terminava, immettendosi sull'ex SS 10. Attualmente il tracciato della superstrada SS 434 transita abbastanza vicino al percorso della riclassificata SP 2, tranne in corrispondenza di Bovolone, in cui si allontana di circa 5–6 km verso est, per poi ritornare, nei pressi di Cerea, ad avvicinarsi molto al vecchio tragitto. Lungo il vecchio percorso, sono ancora visibili i vecchi cippi chilometrici che riportano la nomenclatura SS 434 Legnaghese. Da Legnago a Rovigo il percorso si presentava pressoché rettilineo e transitava all'interno dei centri principali di Villa Bartolomea, Castagnaro, Badia Polesine, Lendinara per giungere definitivamente a Rovigo, innestandosi nell'allora tratto appartenente alla SS16. Il vecchio percorso dell'ex SS 499 si sviluppava parallelo al corso del fiume Adige e qualche chilometro a est della nuova SS 434, la quale termina qualche chilometro più a sud rispetto alla fine dell'ex SS 499.

## Tracciato
Il tracciato è interamente a 2 corsie per senso di marcia ed è classificata come strada extraurbana principale. La Transpolesana è nota per la storica incidentalità di alcuni tratti, fenomeno diminuito negli ultimi anni grazie all'installazione di guard-rail lungo l'intero percorso. Il numero delle vittime provocato da questa strada, nel solo tratto veronese, ammonta a 139 (dato dell'ottobre 2008).
In provincia di Verona sono finiti i lavori di miglioramento della viabilità con l'allargamento delle corsie e l'installazione dello spartitraffico sulla tratta Verona - Legnago. Ad oggi sono stati rimossi tutti gli incroci a raso dove, in passato, si sono verificati numerosi incidenti.

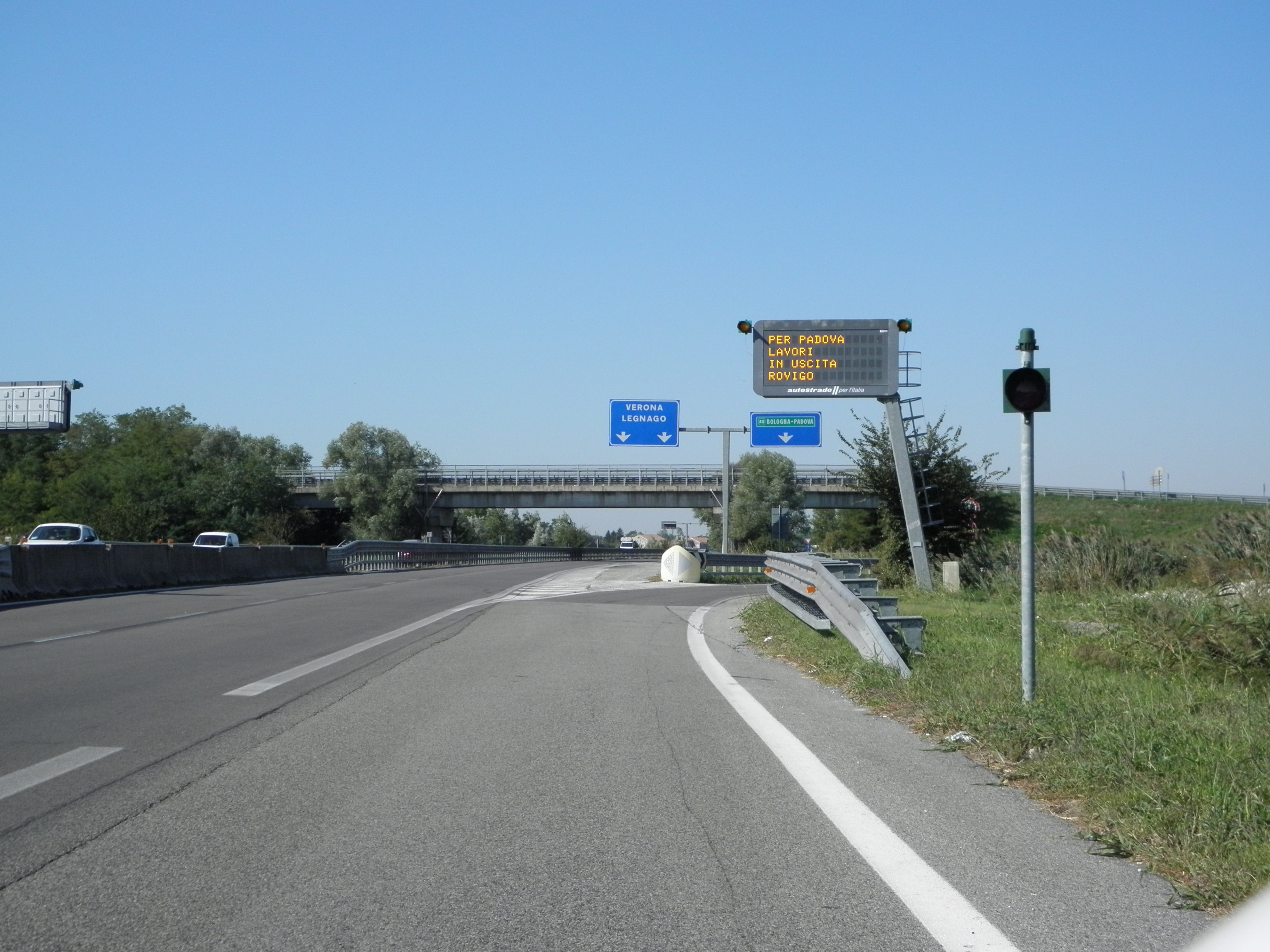
Il raccordo con l'autostrada A13 nei pressi di Villamarzana.

Nel settembre 2006 sono cominciati i lavori, conclusi nell'ottobre 2007 per la costruzione del raccordo con l'autostrada A13 nei pressi di Villamarzana che ha preso il nome di Rovigo Sud.
Nel gennaio 2007, nei pressi di Badia Polesine, hanno preso inizio i lavori per la costruzione dell'innesto con l'autostrada A31 Valdastico Sud; il termine previsto per l'opera, più volte rimandato, venne stimato nel dicembre del 2014 con l'apertura fino a Noventa Vicentina con la conclusione della totale congiunzione avvenuta nella primavera del 2015.

A fine 2019 lo stato di manutenzione della superstrada appariva molto compromesso, sia in termini di degrado del manto stradale (tanto che in svariati punti il limite di velocità è stato abbassato da 110 km/h addirittura a 70 km/h, specie nel tratto in provincia di Rovigo), sia per i distributori di carburante quasi tutti chiusi recintati, sia per la notevole quantità di rifiuti abbandonati nelle piazzole di sosta. Sul punto, gli enti locali, e in particolare l'amministrazione provinciale di Rovigo, hanno diffidato la prefettura e l'ANAS (in quanto ente gestore dell'infrastruttura) a provvedere; dal canto suo invece l'ANAS ha invitato i sindaci dei comuni interessati a rimuovere i rifiuti ai sensi dell'art. 13 del Codice della Strada. Dal 2018 sono comunque iniziati i lavori di riasfaltatura della carreggiata in alcuni tratti di entrambe le direzioni.

## Progetto dell'Autostrada regionale Medio Padana Veneta
L'autostrada regionale Medio Padana Veneta, nota anche come Nogara-Mare, è un progetto volto a realizzare un'autostrada a gestione regionale di circa 107 km che dovrà coprire l'asse inferiore del corridoio medio padano veneto collegando l'Autobrennero (A22/E45) con l'Autostrada Nuova Romea (E55).
L'intervento del progetto preliminare prevede la costruzione in nuova sede da Nogarole Rocca a Legnago, la riqualificazione autostradale della superstrada SS 434 Transpolesana da Legnago a Rovigo e la prosecuzione, sempre in nuova sede fino all'innesto sulla SR 495, che a sua volta diventerà parte dell'Autostrada Nuova Romea (E55) in località Adria.
In origine doveva seguire il tracciato della storica SS 10 Padana Inferiore, ma in seguito pensando a un'opera più funzionale a gestione regionale, si è deciso di proseguire il suo percorso verso nord senza sconfinare in Lombardia, decidendo di innestare l'opera autostradale con l'Autobrennero (A22) a Nogarole Rocca, luogo del tutto non casuale in quanto è in progetto (già approvato dal CIPE) il prolungamento dell'autostrada della Cisa (A15) sul corridoio plurimodale Tirreno-Brennero (Ti.Bre).
Attualmente l'iter è stato sospeso dalla Regione Veneto a causa di problemi finanziari che renderebbero, al momento, insostenibile l'opera in questione. È stata comunque inserita nel PRT del Veneto 2020/2030.

## Percorso
Su sfondo rosso il tratto non percorribile.
| VERONA - ROVIGO Strada statale Transpolesana | |       |           |      |
| Tipo                                         | Indicazione | km    | Provincia | Note |
|                                              | Inversione di marcia (anello stradale)                                                                                      | 2,5   | VR        |      |
|                                              | Tangenziale Sud di Verona Torino - Trieste Modena - Brennero                                                                | 2,8   | VR        |      |
|                                              | San Giovanni Lupatoto Zona Artigianale Industriale                                                                          | 3,8   | VR        |      |
|                                              | Area di servizio | 7,4   | VR        |      |
|                                              | Zevio San Giovanni Lupatoto                                                                                                 | 8     | VR        |      |
|                                              | Area di servizio | 8,5   | VR        |      |
|                                              | Raldon Zevio - Buttapietra - Oppeano - San Giovanni Lupatoto - Bovolone - Villafontana                                      | 10,2  | VR        |      |
|                                              | Vallese | 11,9  | VR        |      |
|                                              | Vallese | 14,5  | VR        |      |
|                                              | Vallese | 15,4  | VR        |      |
|                                              | Ca'degli Oppi | 17    | VR        |      |
|                                              | Isola della Scala - Villafontana Ca'degli Oppi                                                                              | 18,6  | VR        |      |
|                                              | Oppeano - Bovolone - Albaredo d'Adige - Salizzole                                                                           | 21,0  | VR        |      |
|                                              | Area di servizio "Isola Rizza"                                                                                              | 22,3  | VR        |      |
|                                              | Isola Rizza - Bovolone | 23,0  | VR        |      |
|                                              | Roverchiara nord Bonavigo - Isola Rizza - Minerbe Z.A.I.                                                                    | 25,6  | VR        |      |
|                                              | Roverchiara sud Casalino | 27,1  | VR        |      |
|                                              | San Pietro di Morubio Z.A.I. Nichesola                                                                                      | 28,8  | VR        |      |
|                                              | Area di servizio | 30,1  | VR        |      |
|                                              | Angiari Bonavicina Z.A.I. - Asparetto - Zona Artigianale Asparetto - Zona Artigianale Fontanelle - Z.A.I. Ronchi - Bovolone | 31,0  | VR        |      |
|                                              | Palesella San Zeno | 32,1  | VR        |      |
|                                              | Area di servizio | 32,4  | VR        |      |
|                                              | Cerea- Angiar | 33,6  | VR        |      |
|                                              | Area di servizio | 34,2  | VR        |      |
|                                              | Legnago nord ex Padana Inferiore - Vicenza - Padova Bevilacqua - Minerbe - Montagnana - Este - Monselice                    | 35,3  | VR        |      |
|                                              | Legnago - Mantova ex Padana Inferiore                                                                                       | 36,7  | VR        |      |
|                                              | Legnago San Pietro | 38,1  | VR        |      |
|                                              | Vangadizza - Vigo Legnago Ospedale "Mater Salutis"                                                                          | 41    | VR        |      |
|                                              | Area di servizio | 43,3  | VR        |      |
|                                              | Spinimbecco - Villa Bartolomea                                                                                              | 45,4  | VR        |      |
|                                              | Area di servizio | 45,5  | VR        |      |
|                                              | Carpi | 48,2  | VR        |      |
|                                              | Castagnaro | 51,5  | VR        |      |
|                                              | Menà - Villa d'Adige | 53,2  | VR        |      |
|                                              | Area di servizio | 55,5  | RO        |      |
|                                              | Badia Polesine - Este - Castelmassa ex Alto Polesana                                                                        | 56,6  | RO        |      |
|                                              | Ficarolo - Trecenta - Badia Polesine                                                                                        | 58,6  | RO        |      |
|                                              | Canda - Occhiobello - Badia Polesine                                                                                        | 59    | RO        |      |
|                                              | Rovigo - Piovene Rocchette Milano - Venezia Ca' Giovanelli - Badia Polesine - Agugliaro                                     | 60,1  | RO        |      |
|                                              | Canda | 62,7  | RO        |      |
|                                              | Castelguglielmo | 64,5  | RO        |      |
|                                              | Lendinara - Castelguglielmo                                                                                                 | 66,4  | RO        |      |
|                                              | Area di servizio | 67,4  | RO        |      |
|                                              | San Bellino | 68,2  | RO        |      |
|                                              | Fratta Polesine | 70,9  | RO        |      |
|                                              | Fratta Polesine Occhiobello - Fiesso U. - Villanova del Gh. - Costa - Pincara                                               | 72,4  | RO        |      |
|                                              | Villamarzana | 73,6  | RO        |      |
|                                              | Villamarzana Zona Artigianale Industriale                                                                                   | 75,4  | RO        |      |
|                                              | Villamarzana | 77,1  | RO        |      |
|                                              | Costa di Rovigo - Bologna - Padova                                                                                          | 77,4  | RO        |      |
|                                              | Costa di Rovigo - Villamarzana                                                                                              | 77,7  | RO        |      |
|                                              | Area di servizio | 78,4  | RO        |      |
|                                              | Arquà Polesine - Costa di Rovigo                                                                                            | 79,1  | RO        |      |
|                                              | Arquà Polesine - Grignano Polesine                                                                                          | 80,8  | RO        |      |
|                                              | Adriatica Rovigo - Bologna - Padova                                                                                         | 82,9  | RO        |      |
|                                              | Pontecchio- Polesella | ~ 85  | RO        |      |
|                                              | Gavello | ~ 88  | RO        |      |
|                                              | Adria | ~ 96  | RO        |      |
|                                              | Autostrada Nuova Romea | ~ 108 | RO        |      |

## Elenco dei comuni attraversati
Provincia di Verona
- Verona
- San Giovanni Lupatoto
- Zevio
- Oppeano
- Isola Rizza
- Roverchiara
- San Pietro di Morubio
- Cerea
- Legnago
- Villa Bartolomea
- Castagnaro

Provincia di Rovigo
- Badia Polesine
- Giacciano con Baruchella
- Canda
- Castelguglielmo
- San Bellino
- Fratta Polesine
- Villamarzana
- Arquà Polesine
- Rovigo